# 喀什高原芥
喀什高原芥（学名：Christolea kashgarica）为十字花科高原芥属下的一个种。

## 扩展阅读
- 維基物種上的相關：喀什高原芥